# Glanon
Glanon ist eine französische Gemeinde mit 275 Einwohnern (Stand: 1. Januar 2022) im Département Côte-d’Or in der Region Bourgogne-Franche-Comté (vor 2016 Bourgogne). Sie gehört zum Kanton Brazey-en-Plaine im Arrondissement Beaune. Die Einwohner werden Glanonais genannt.

## Lage
Glanon liegt etwa 35 Kilometer südsüdöstlich von Dijon an der Saône. Die Gemeinde grenzt im Norden an Auvillars-sur-Saône, im Nordosten an Lechâtelet, im Osten an Labruyère, im Südosten an Seurre, im Süden an Pouilly-sur-Saône sowie im Südwesten und Westen an Bagnot.

## Bevölkerungsentwicklung
| Jahr                       | 1962 | 1968 | 1975 | 1982 | 1990 | 1999 | 2006 | 2011 | 2019 |
| -------------------------- | ---- | ---- | ---- | ---- | ---- | ---- | ---- | ---- | ---- |
| Einwohner                  | 133  | 113  | 106  | 105  | 143  | 180  | 193  | 224  | 267  |
| Quellen: Cassini und INSEE |      |      |      |      |      |      |      |      |      |

## Sehenswürdigkeiten

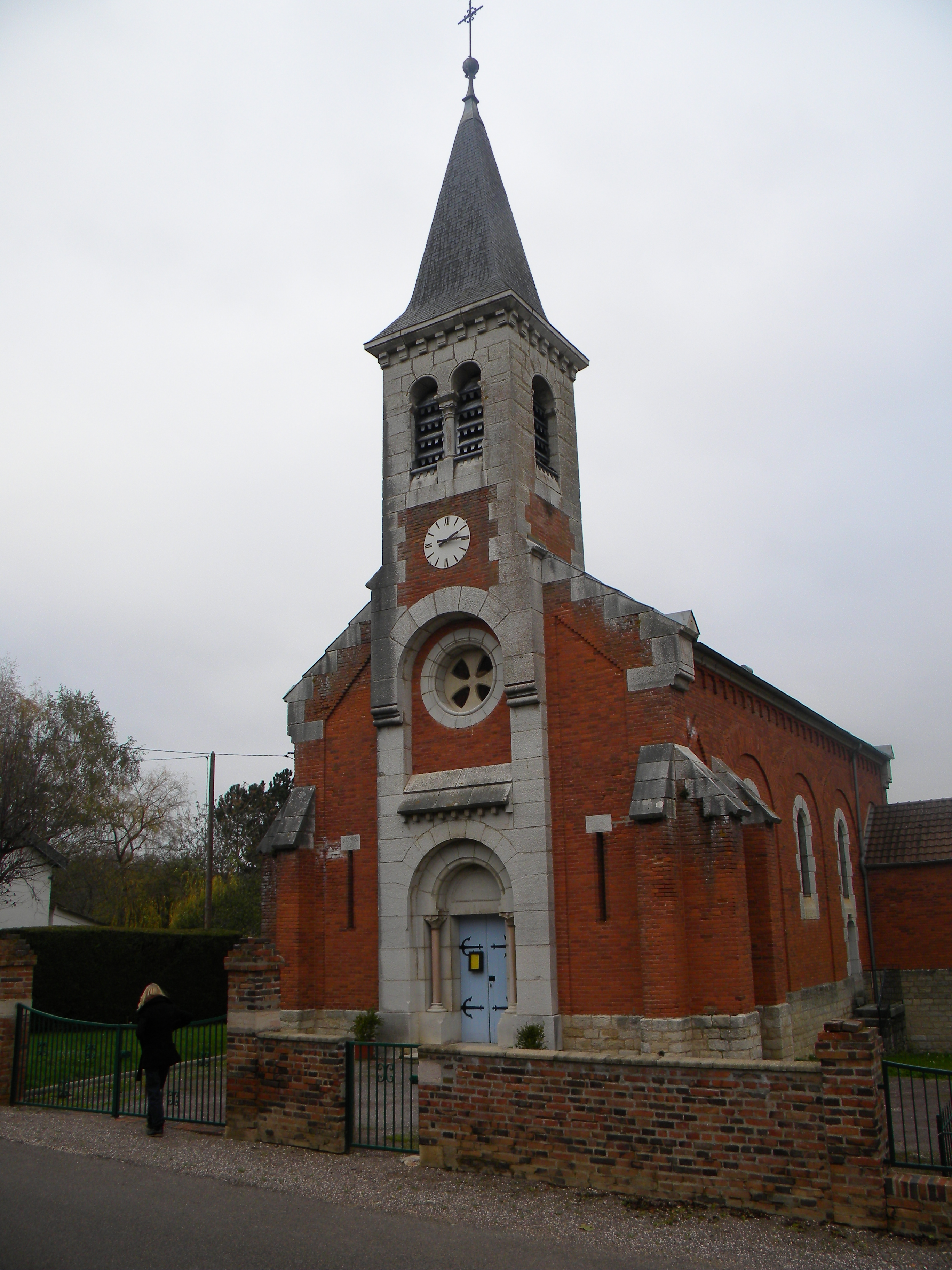
Kirche Saint-Marcel

- Kirche Saint-Marcel